# Império do Espírito Santo da Ribeirinha

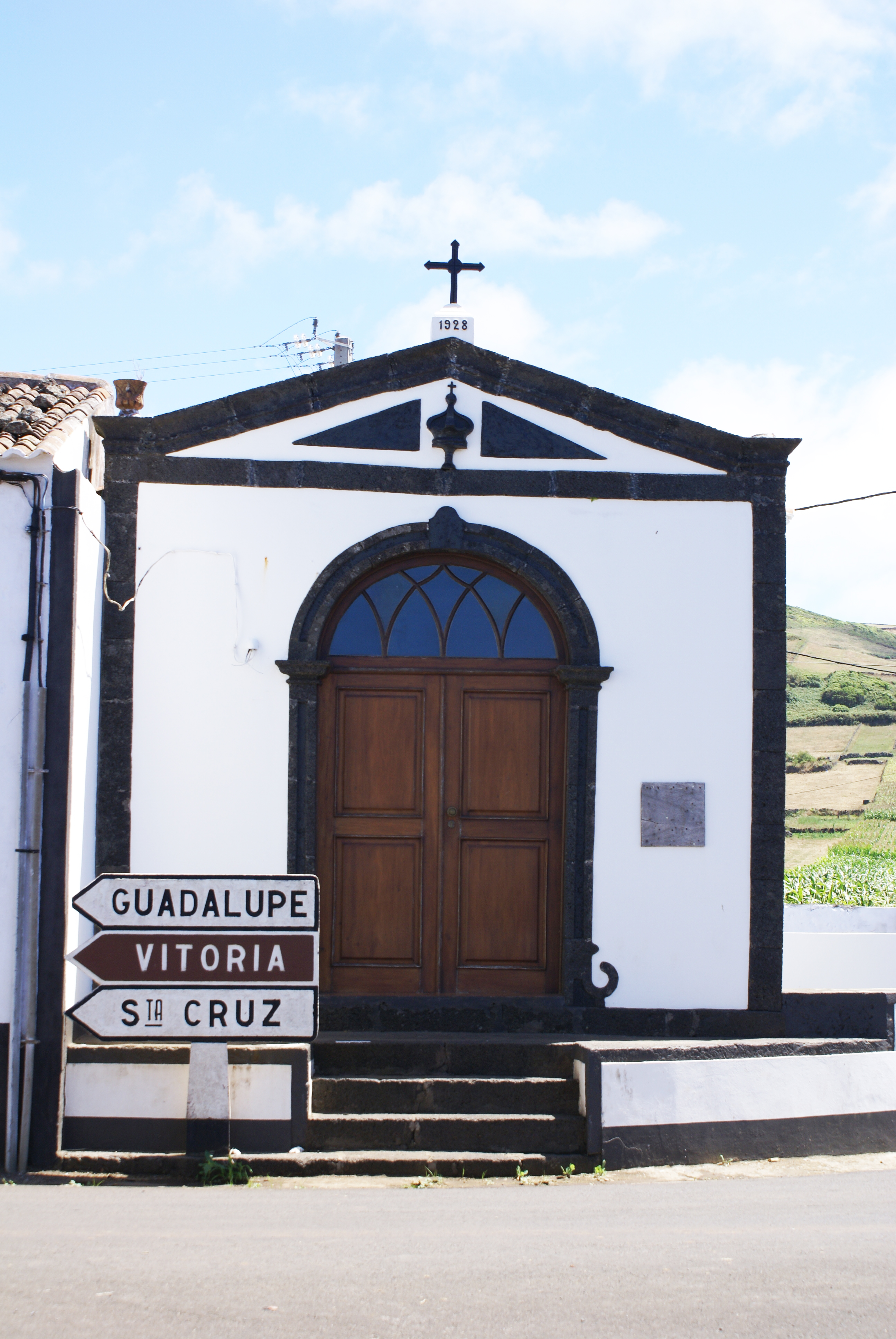
Império do Espírito Santo da Ribeirinha

O Império do Espírito Santo da Ribeirinha é um Império do Espírito Santo português que se localiza na localidade de Ribeirinha, concelho de Santa Cruz da Graciosa, ilha Graciosa, arquipélago dos Açores.
Esta irmandade do Divino Espírito Santo procedeu recentemente à construção de um salão destinado às festas da irmandade e não só que se encontra equipado com cozinha tradicional típica da ilha Graciosa. Neste império realizam-se convívios com idosos, funcionando como centro cívico da comunidade.